# Janti (Polanharjo)
Janti is een bestuurslaag in het regentschap Klaten van de provincie Midden-Java, Indonesië. Janti telt 2424 inwoners (volkstelling 2010).